# 麥兜我和我媽媽
《麥兜．我和我媽媽》（英語：Mcdull·me & my mum），是由謝立文兼任編劇、導演、監製的香港動畫電影，為《麥兜電影系列》第六部作品，於2014年10月1日在中國大陸、香港及澳門上映，分有粵語及國語版本。获得第52屆金馬獎最佳动画长片獎。本電影於2019年4月5日在中國大陸重映。

## 製作概要
本作在同一角色系列的前作《麥兜噹噹伴我心》後投入創作，歷時約兩年完成，並於2014年6月5日發佈首批海報和劇照，正式展開大眾宣傳。期間曾為世界盃製作混有過去動畫作品片段的MAD片，以及在母親節匯聚各地市民分享對媽媽感受的特輯。同時，作為電影正式上畫的預熱製作團隊亦率先在網上推出短片系列《麥太扭花臣》。
香港於8月5日發佈首張包含粵語聲音演出陣容的海報，並於8月11日上載首輪官方預告，同時於9月9日的中秋節翌日假期，與9月13日和9月14日的週末舉行多個優先場。內地亦於8月12日發佈首條電影預告片，以及多款包含國語聲音演出陣容的角色造型海報。
本片在香港電影分級制度下評為第Ⅰ級。

## 故事簡介
神探波比小時候叫麥兜。麥兜自小愚笨，欠缺運氣和自信，但有一個非常愛他，而且精明能幹的媽媽。她能夠把一個不足三百呎的家設計成兩房兩廳，有桑拿、有健身室、有圖書館的家居，還在一個不足一百呎的舖位裡同時經營地產代理。他們一同過著啼笑皆非又其樂融融的生活，甚至從未疑惑過到底爸爸在哪裡。有一天，一個突如其來的意外打破了這種生活。麥兜迎來了一段全新的人生旅程，進入一個嶄新的世界——當偵探、做水手、做廚師、甚至遇到一個很像爸爸的男人。成長後走出小小生活的他，開始感覺到生命的沉重與虛浮，與拼搏的麥太關係更是愈見疏離。直至他失去麥太時，才回想起媽媽的好……

## 登場角色
| 角色                             | 粵語配音 | 國語配音     |
| -------------------------------- | --- | ------------ |
| 麥兜（兒時）                     | 張正中 | 張正中       |
| 麥太                             | 吳君如 | 吳君如       |
| 電視台台長                       | 黃秋生 | 黃秋生       |
| 陳小姐                           | The Pancakes | The Pancakes |
| 神探波比（長大後的麥兜）         | 蔡瀚億 | 黃磊         |
| 麥炳（實為麥兜父親，訛稱大表伯） | 李雲迪 | 李雲迪       |
|                                  | 陳振聲 李建良 黎景全 穆易 蘇青鳳 葉嘉敏 林燕婷 賴芸芬 林澤群 寧川 葉子晞 李浩東 梁綺庭 梁雨峰 李閱 吳治鋌 古見知 潘正晞 |              |

## 音樂
- Down by the Sally Gardens
- Love is teasing
- 神探波比
- 單思河畔(原曲為相思河畔【chut yuen khwam rak】
- 望春風
- Yum Yum Cha Cha（国，粤）
- 咸柠檬
- Scherzo No.1 in B minor，Op.20
- 月光

## 網絡短片
2014年7月20日，製作團隊與優酷合作，於內地推出全新製作的番外短片系列，命名為《麥太家居萬能俠》，合共有11集。每集片長約5-8分鐘，合共有四小節，起初只有國語版本，後來補上粵語版本。8月24日，團隊在Youtube推出以香港為主要宣傳對象的版本，亦同時透過蘋果動新聞上載，命名為《麥太扭花臣》（magnificent），合共有22集。每集片長約2-6分鐘，合共有兩小節。
短片圍繞在電影中登場的麥太電視台，製作延伸內容。片中製作人員均標記為麥太，而實質故事則為謝立文和麥家碧創作。內地首集推出滿一天時得到逾60萬點擊，平均每集亦有接近200萬點擊。
| 內地集數 | 香港集數 | 小節標題       | 小節標題       | 內地推出日期 | 香港推出日期 |
| -------- | -------- | -------------- | -------------- | ------------ | ------------ |
| 1        | 1        | 急口令         | 鴨舌           | 7月20日      | 8月25日      |
| 1        | 2        | 親子武術       | 八卦掌         | 7月20日      | 8月26日      |
| 2        | 3        | 揀老婆（原理） | 揀老婆（實戰） | 7月27日      | 8月27日      |
| 2        | 4        | 親子啤牌       | 獅子大王       | 7月27日      | 8月28日      |
| 3        | 7        | 爸爸去哪兒     | 從前有個男人…  | 8月3日       | 9月2日       |
| 3        | 6        | 太空瑜伽       | 太空瑜伽       | 8月3日       | 9月1日       |
| 4        | 5        | 英語時間       | Brown Banana   | 8月10日      | 8月29日      |
| 4        | 8        | 腸蛋腸蛋包     | 上班吃飯下班   | 8月10日      | 9月3日       |
| 5        | 9        | 成功之奶奶     | 一鳥在手       | 8月17日      | 9月4日       |
| 5        | 10       | 親子科技       | 親子藝術       | 8月17日      | 9月5日       |
| 6        | 11       | 婆媳問題       | 親子飯         | 8月24日      | 9月8日       |
| 6        | 12       | 相依為命       | 肉盤骨枕       | 8月24日      | 9月10日      |
| 7        | 13       | 拿手小菜       | 釀豬大腸       | 8月31日      | 9月12日      |
| 7        | 14       | 煮雞大法       | 聖誕火雞       | 8月31日      | 9月15日      |
| 8        | 15       | 食不言         | 土豆與香蕉     | 9月7日       | 9月17日      |
| 8        | 16       | 包教曉         | 養生湯         | 9月7日       | 9月19日      |
| 9        | 17       | 每日運程       | 發財風水       | 9月14日      | 9月22日      |
| 9        | 18       | 肉羅漢齋       | 攪什麼疴什麼   | 9月14日      | 9月23日      |
| 10       | 19       | 家居空間       | 家居衛生       | 9月21日      | 9月25日      |
| 10       | 20       | 室內設計       | 華仔！華仔！   | 9月21日      | 9月26日      |
| 不適用   | 21       | 三言九鼎       | 三言九鼎       | 不適用       | 9月29日      |
| 11       | 21       | 人字拖教ABC    | 人字拖教ABC    | 9月28日      | 9月29日      |
| 11       | 22       | Budget         | Budget         | 9月28日      | 9月30日      |

## 迴響
本作於內地上映首日取得約1,100萬人民幣的票房；首週票房則為2,810萬人民幣，排名第6；目前累積票房約為4,102萬人民幣。香港首週連優先場票房則為2,012,600港元，排名第6。

## 獎項

### 第52屆金馬獎
| 年份 | 獲提名             | 獎項         | 結果 |
| ---- | ------------------ | ------------ | ---- |
| 2015 | 《麥兜我和我媽媽》 | 最佳動畫長片 | 獲獎 |

## 外部連結
- YouTube上的我個名叫麥兜兜頻道
- 優酷动漫: 麦太家居万能侠 TV版（页面存档备份，存于）
- 豆瓣电影上《麥兜我和我媽媽》的資料 （简体中文）
- 时光网上《麥兜我和我媽媽》的資料（简体中文）
- 互联网电影数据库（IMDb）上《麥兜．我和我媽媽》的资料（英文）